# سيتسوكو هارا

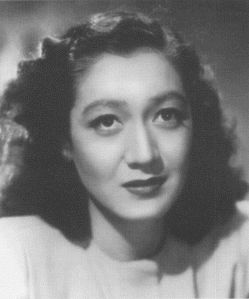
سيتسوكو هارا

سيتسوكو هارا (ولدت في 1920 في يوكوهاما) ممثلة يابانية متقاعدة ظهرت في عدة أفلام للمخرج ياسوجيرو أوزو، واشتهرت بأداء شخصية نوريكو في ثلاثية نوريكو (الخريف المتأخر، الصيف المبكر، قصة طوكيو). كما مثلت في أفلام للمخرجين أكيرا وكوروساوا وميكيو ناروس والعديد من المخرجين البارزين الآخرين.
ولقبت بالعذراء الأبدية في اليابان، ورمزا للحقبة الذهبية للسينما اليابانية في الخمسينات. اعتزلت التمثيل فجأة في عام 1963 (وهو نفس عام موت أوزو)، وعاشت منذ ذلك الوقت حياة عزلة في كاماكورا، ورفضت إجراء أي مقابلة صحفية والتقاط أي صور فوتوغرافية لها (وأطلق عليها رونالد ريتشي لقب جريتا جاربو السينما اليابانية).
آخر أدوارها الكبيرة كانت شخصية ريكو زوجة أوشي يوشيو، في فيلم تشوشينجورا عام 1962. وكانت شخصيتها إلهاما للشخصية الرئيسية في فيلم «ممثلة الألف عام» Millennium Actress في عام 2001.
- من أفلامها:

1. توتسوجو هي مادي 1940
2. حرب الأفيون 1943
3. لا ندم على شبابنا 1946
4. الخريف المتأخر 1949
5. الأحمق 1951
6. استعادة الماضي 1951
7. الصيف المبكر 1951
8. قصة طوكيو 1953
9. صوت الجبل 1954
10. شو 1956
11. شفق طوكيو 1957
12. نهاية الصيف 1961

## روابط خارجية
- سيتسوكو هارا على موقع IMDb (الإنجليزية)
- سيتسوكو هارا على موقع روتن توميتوز (الإنجليزية)
- سيتسوكو هارا على موقع ألو سيني (الفرنسية)
- سيتسوكو هارا على موقع أول موفي (الإنجليزية)
- سيتسوكو هارا على موقع قاعدة بيانات الأفلام السويدية (السويدية)
- سيتسوكو هارا على موقع إن إن دي بي (الإنجليزية)
- سيتسوكو هارا على موقع قاعدة بيانات الفيلم (الإنجليزية)
- سيتسوكو هارا على موقع كينوبويسك (الروسية)